# Person Pitch
Person Pitch is het derde soloalbum van Animal Collective-lid Noah Lennox, bekend onder de naam Panda Bear. Het kwam uit in 2007. Het werd zeer goed ontvangen door recensenten.
Tiny Mix Tapes noemde Person Pitch het beste album van 2007 en plaatste het als achtste op hun 'Favorite 100 Albums of 2000-2009' list. Pitchfork Media beschouwde Person Pitch eveneens als het beste album van 2007 en plaatste het op nummer negen in hun lijst Top 200 Albums of The Decade. De blog Gorilla vs. Bear noemde het album zelfs het beste van het decennium en de single Bro's het beste lied van het decennium.

## Stijl
De songs op Person Pitch zijn opgebouwd rond samples. De sfeer is dromerig en de structuur van de songs is vaak repetitief. Lennox bouwt harmonieën met verschillende opnames van zijn eigen stem.

## Track list
| Nr. | Titel                  | Samples | Duur  |
| --- | ---------------------- | --- | ----- |
| 1   | "Comfy in Nautica"     | - "Jisas Yu Holem Hand Blom Mi" van Choir of All Saints - "Tetsuo" vertolkt door Geinō Yamashirogumi | 4:04  |
| 2   | "Take Pills"           | - "Always Coming Back to You" van Scott Walker - "Popeye Twist" van The Tornados | 5:23  |
| 3   | "Bro's"                | - "Red Roses and a Sky of Blue" van The Tornados - "I've Found a Love" van Cat Stevens - "Rub A Dub Dub" van The Equals | 12:30 |
| 4   | "I'm Not"              | - Guillaume de Machaults "Rose, liz, printemps, verdure" van Gothic Voices | 3:59  |
| 5   | "Good Girl/Carrots"    | - "Radio Calcutta #2" van het album Radio India: The Eternal Dream of Sound, uitgebracht door Sublime Frequencies - "Someday" van Kylie Minogue - "Enter the Dragon" van Lee "Scratch" Perry - "Ananas Symphonie" van Kraftwerk | 12:42 |
| 6   | "Search for Delicious" | - "Berserker" van Jane (een andere band van Lennox) - Genoemd naar een boek van Natalie Babbitt, namelijk The Search for Delicious                                                                                              | 4:53  |
| 7   | "Ponytail"             | | 2:05  |